# 2022년 월드 시리즈
2022년 메이저 리그 베이스볼(MLB) 우승 결정전인 월드 시리즈는 10월 28일부터 11월 5일에 걸쳐 총 6경기가 개최되었다. 휴스턴 애스트로스가 필라델피아 필리스를 상대로 4승 2패로 2017년 월드 시리즈 이후 5년 만에 통산 2번째 우승을 차지했다. MVP는 제레미 페냐가 선정되었으며 더스티 베이커 감독은 만 73세에 월드 시리즈 최고령 우승 기록을 세운 한편  역대 3번째 월드시리즈 우승을 차지한 흑인 감독이 됐다.

## 같이 보기
- 2022년 일본 시리즈
- 2022년 한국시리즈